# Tristan Thomas
Tristan Thomas (Brisbane, Australia, 23 de mayo de 1986) es un atleta australiano, especialista en la prueba de relevo 4 x 400 m, con la que ha llegado a ser medallista de bronce mundial en 2009.

## Carrera deportiva
En el Mundial de Berlín 2009 gana la medalla de bronce en los relevos 4 x 400, con un tiempo de 3:00:90, tras Estados Unidos y Reino Unido, siendo sus compañeros de equipo: Ben Offereins, John Steffensen y Sean Wroe.